# Kalev (Schiff)
Die Kalev (M414) ist ein 1967 gebautes und als Minerva eingesetztes Küstenwachboot/Binnenminensuchboot, das heute als Museumsschiff in Tallinn liegt.

## Geschichte

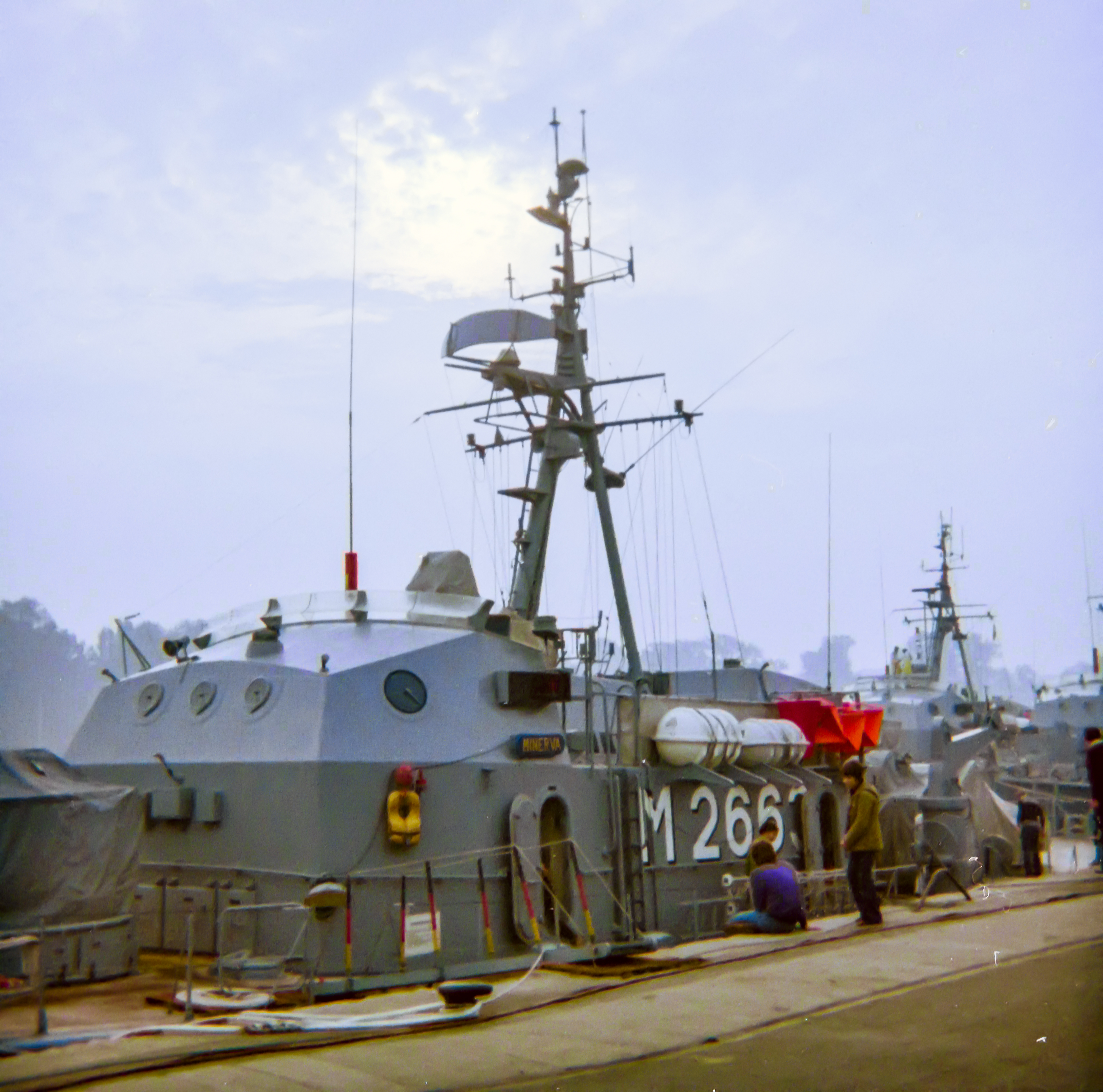
Minensuchboot Minerva – M2663 – im Marinestützpunkt Neustadt in Holstein

Die Minerva wurde 1967 von der Bundesmarine als Küstenwachboot/Binnenminensuchboot der Frauenlob-Klasse in Dienst gestellt und dem 7. Minensuchgeschwader in Neustadt zugeordnet. Sie war nach der römischen Göttin Minerva benannt. Das Schiff wurde von der Bundesmarine zunächst als Küstenwachboot der Klasse 362 in Dienst gestellt. Diese Boote wurden kurz danach zu Binnenminensuchbooten der Klasse 394 umklassifiziert und wechselten mehrfach ihre Kennung, wobei Minerva nacheinander die Rumpfnummern W 36, M 2676, Y 1657 und schließlich M 2663 zugeordnet wurden.
Nach knapp 28 Jahren im Einsatz wurde sie dort Mitte des Jahres 1995 außer Dienst gestellt, 1997 von Estland übernommen und in die  Minenabwehrdivision (Miinilaevade Divisjon) der dortigen Marine eingegliedert. Das Schiff wurde nach der estnischen Sagengestalt Kalev benannt. Dieser Name war von der Marine Estlands bereits in der Zeit vor 1940 vergeben worden. Vorheriger Namensträger war eines von zwei U-Booten, die die Seestreitkräfte 1937 in Dienst gestellt hatten. Nach der Besetzung des Landes durch die Sowjetunion, diente dieses U-Boot 1940/41 in der sowjetischen Marine und gilt seit 1941 als verschollen.
2003 wurde die Kalev, von den estnischen Seestreitkräften endgültig außer Dienst gestellt, im Tallinner Wasserflugzeughafen aufgelegt und kann dort als Exponat des Estnischen Meeresmuseums besichtigt werden.

## Bilder

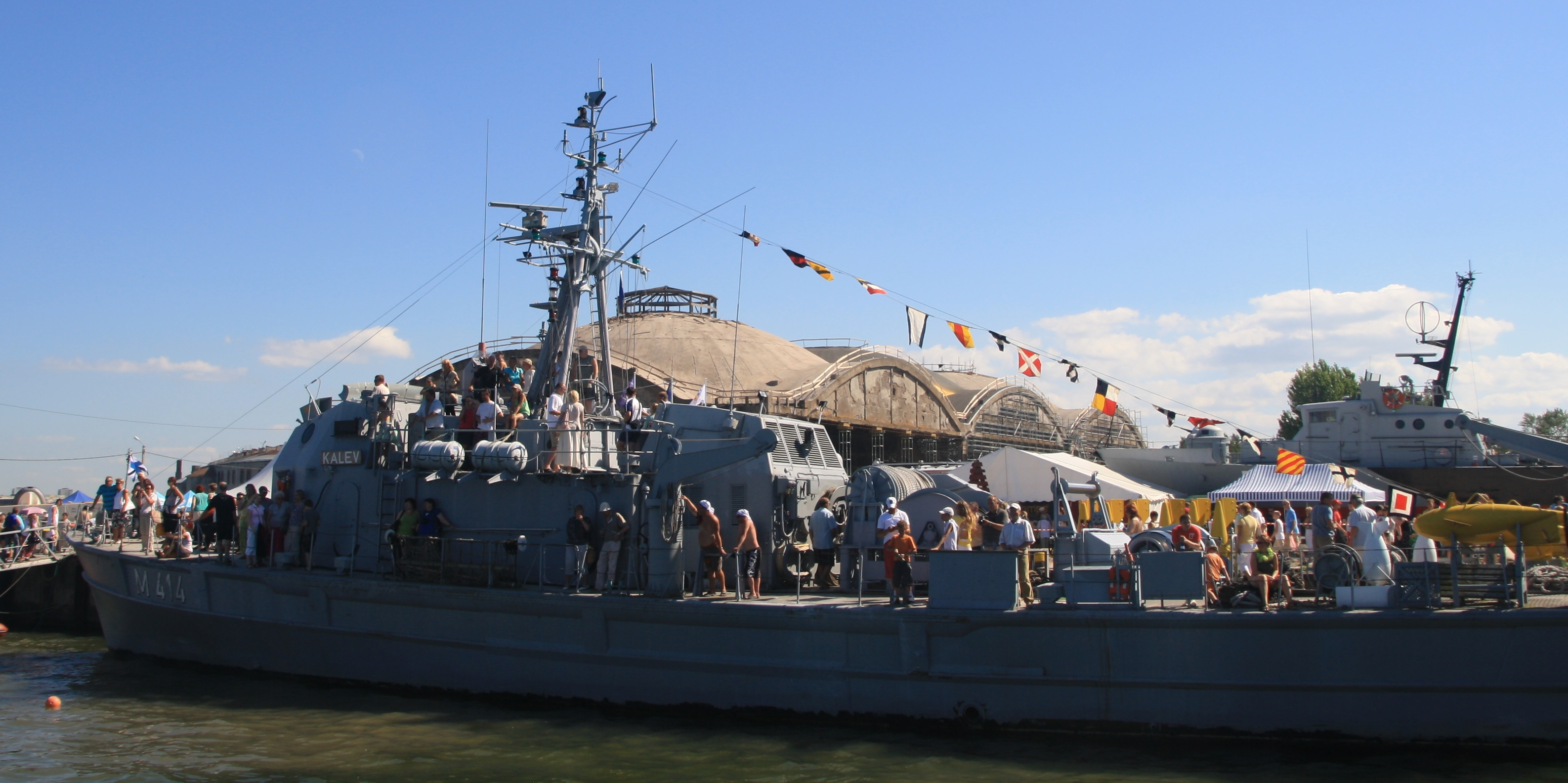
Kalev im Juli 2010
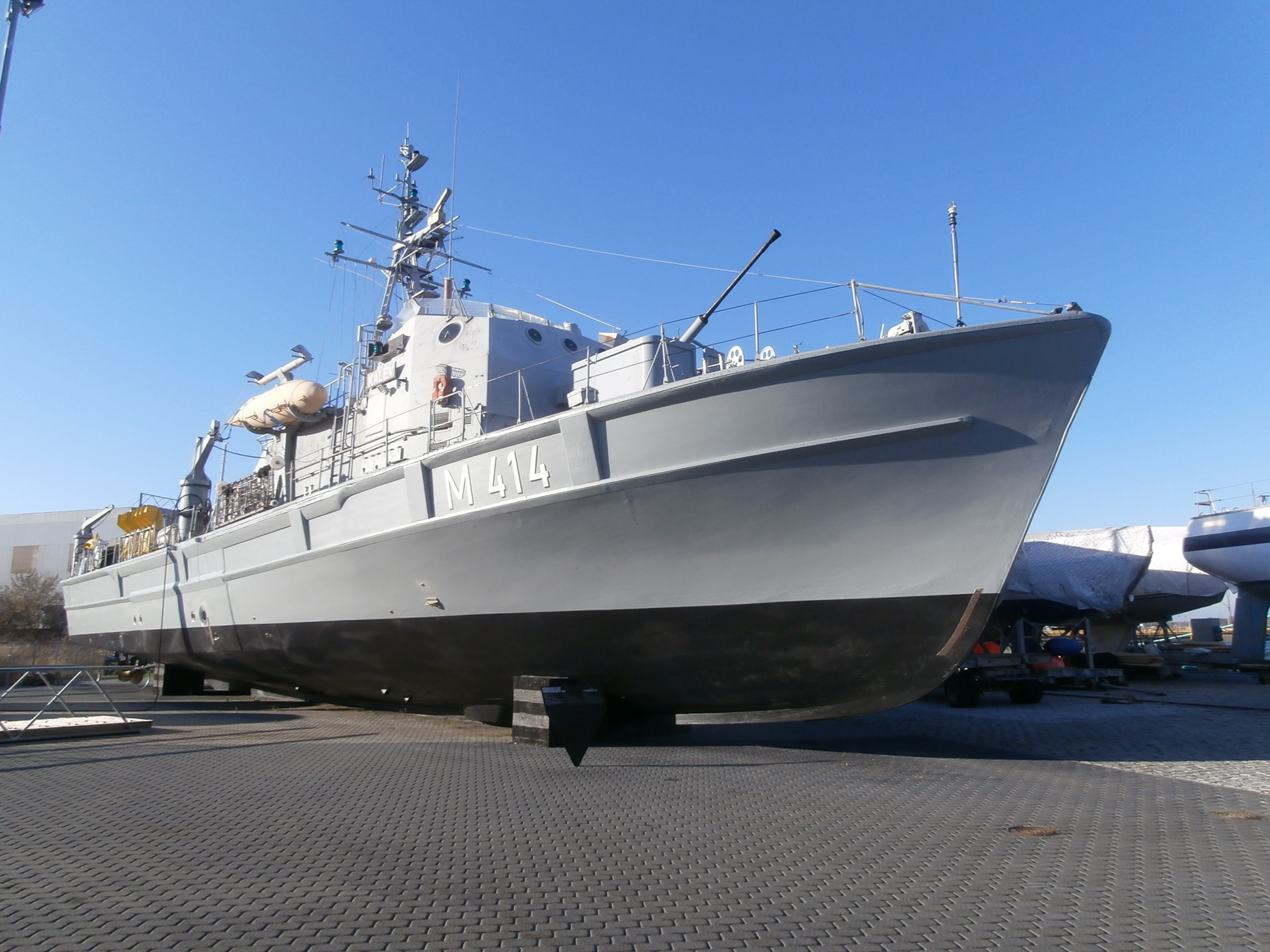
Kalev im Oktober 2014
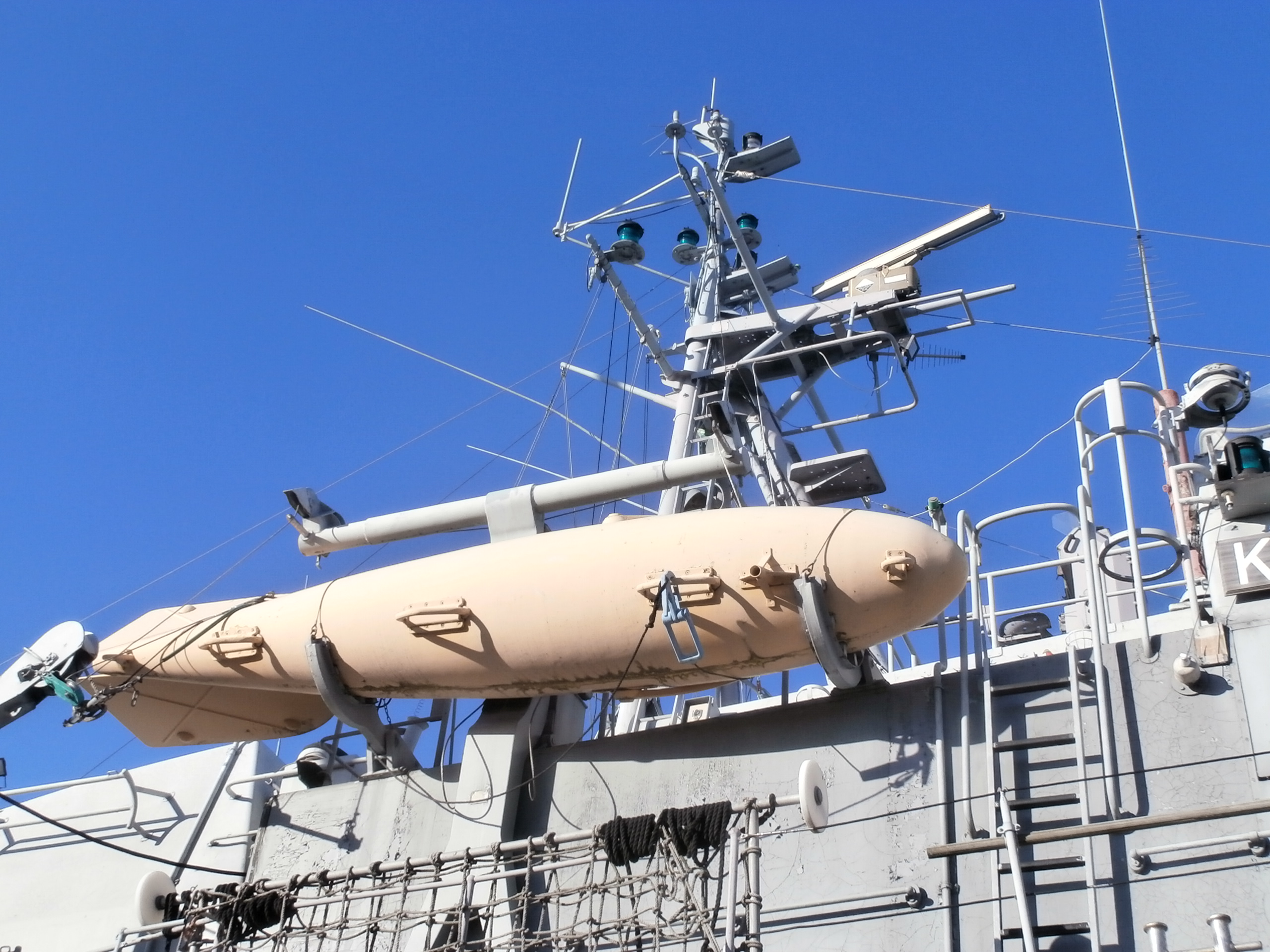